# Historia postal de Ecuador

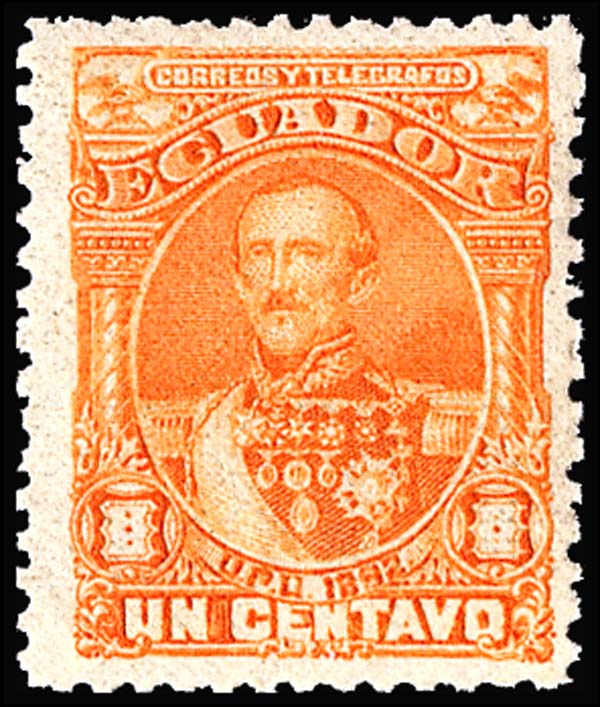
Sello de 1890

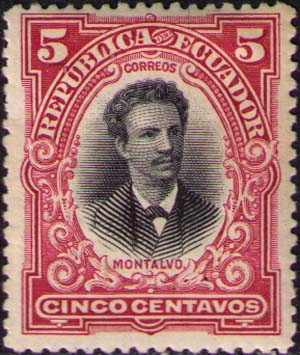
Sello de 1899

Ecuador se convirtió en una república independiente el 13 de mayo de 1830 cuando se separó de la Gran Colombia. Desde 1865 ha producido sus propios sellos postales. En la actualidad la empresa responsable de los servicios postales en el país se denomina Correos del Ecuador.

## Primeras estampillas
Durante el Imperio incaico, el servicio postal era operado por antiguos mensajeros llamados chasquis, siguiendo una ruta llamada en quichua Cápac Ñam que aún se conserva.
En la época colonial hasta 1822, Ecuador formaba parte del virreinato español de Nueva Granada y se encontraba bajo la jurisdicción del servicio postal español.
Desde 1779, se comenzaron a usar sellos de goma, incluso en los años 1819-1830 se usó un sello como "óvalo de puntos".
Los primeros sellos de Ecuador se emitieron el 1 de enero de 1865.
De 1849 a 1880, la Oficina de Correos británica en Guayaquil se ocupó del envío de correos externos, donde desde 1849 se utilizaron los sellos de goma correspondientes.
Al pagar la transferencia de correspondencia por la ruta Pacific Ligne F en Guayaquil del 25 de abril de 1872 al 4 de marzo de 1874, se utilizaron sellos postales franceses.
El 1 de julio de 1880, Ecuador se unió a la UPU y comenzó a construir el trabajo de su servicio postal en el marco de esta organización internacional.
Desde 1911, Ecuador ha sido miembro de la Unión Postal de Estados Americanos, España y Portugal (UPAEP). El 1 de octubre de 1937, España entró en circulación un Cupón-respuesta americoespañol. Se distribuyó en los países de esta unión postal, incluido Ecuador, hasta el 29 de febrero de 1956.
El operador postal nacional moderno del país es la empresa estatal Correos del Ecuador.

## Otros tipos de sellos postales

### Correo aéreo
Los sellos de correo aéreo ecuatoriano se han emitido desde 1929. Se etiquetaron como "Servicio aéreo" o "Aéreo".

### Recargo
Entre 1896-1958, se emitieron sellos adicionales. Se caracterizan por la inscripción "Franqueo deficiente" (entrega de cartas impagas).

### Timbres fiscales
Desde 1920, los timbres fiscales han estado en circulación en el país. La inscripción en los sellos decía: "Timbre patriótico".

### Sellos de impuesto
Además, en 1928-1946, se realizaron sobreimpresiones en los sellos postales del impuesto al tabaco , después de lo cual se pusieron en circulación postal como sellos postales, expresos , de servicio y de impuestos postales. En los sellos fiscales se hizo una sobreimpresión de "Postal".

### Telégrafo
Ecuador también produjo sellos telegráficos.

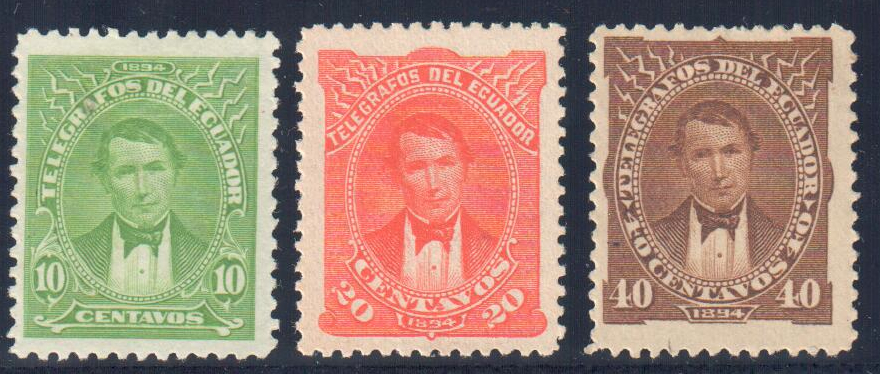
Una serie de sellos telegráficos del Ecuador en 1894 en denominaciones de 10, 20 y 40 centavos

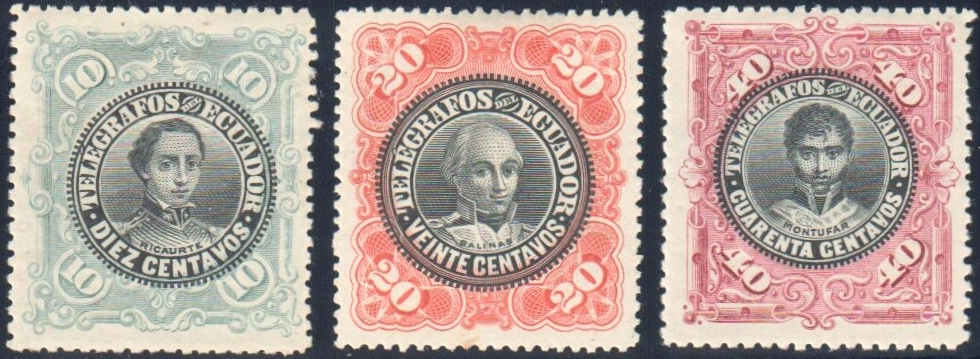
Una serie de sellos telegráficos del Ecuador en 1900 en denominaciones de 10, 20 y 40 centavos